# 위민스 레슬링 아미
위민스 레슬링 아미는 2022년 마리아 카넬리스가 출범시킨 미국의 여성 프로레슬링 단체이다.